# Sebotok
Sebotok is een bestuurslaag in het regentschap Sumbawa van de provincie West-Nusa Tenggara, Indonesië. Sebotok telt 1499 inwoners (volkstelling 2010).